# مالیات کلیسایی
مالیات کلیسایی مالیاتی است که توسط دولت از اعضای برخی از فرقه های مذهبی برای تأمین مالی کلیساها، مانند حقوق روحانیون و پرداخت هزینه‌های عملیاتی کلیسا، جمع‌آوری می‌شود. مالیات کلیسا در اتریش، دانمارک، فنلاند، آلمان، ایسلند، ایتالیا، سوئد، برخی از مناطق سوئیس و چندین کشور دیگر جمع‌آوری می‌شود.
قانون اساسی تعدادی از کشورها مانند ایالات متحده می‌تواند به عنوان حمایت یا ممنوعیت وضع مالیات بر کلیساها تفسیر شود. ممنوعیت مالیات کلیسایی می‌تواند کلیسا و ایالت را از نظر مالی جدا کند، اما همچنین می‌تواند رفتاری ترجیحی از سوی دولت باشد. طبق ماده ۲۷ قانون اساسی هند، صراحتاً در هند ممنوع است که دولت به دلایل مذهبی مالیات بگیرد. در استرالیا هیچ معافیت خاصی از قانون اساسی وجود ندارد. بند ۱۱۶ قانون اساسی استرالیا، مشترک المنافع استرالیا (یعنی پارلمان فدرال) را از وضع قوانین برای تأسیس هر دین، تحمیل هر گونه مراسم مذهبی، یا ممنوعیت اعمال آزادانه هر دینی منع می‌کند، اما هیچ اشاره خاصی به مالیات‌گیری نمی‌کند. با این حال، سازمان‌های مذهبی به موجب قوانینی که توسط پارلمان‌های فدرال و ایالتی مختلف به آنها وضعیت خیریه می‌دهد، از مالیات مستثنی هستند.

## اتریش
هر گروه مذهبی شناخته شده در اتریش می‌تواند مالیات کلیسا را با نرخ ۱٫۱٪ دریافت کند، اگرچه در حال حاضر فقط کلیسای کاتولیک و پروتستان از این فرصت استفاده می‌کنند. مالیات کلیسا برای کاتولیک‌ها در اتریش اجباری است. این مالیات توسط آدولف هیتلر در سال ۱۹۳۹ معرفی شد. پس از جنگ جهانی دوم، این مالیات حفظ شد تا کلیسا از قدرت‌های سیاسی مستقل بماند.

## آلمان

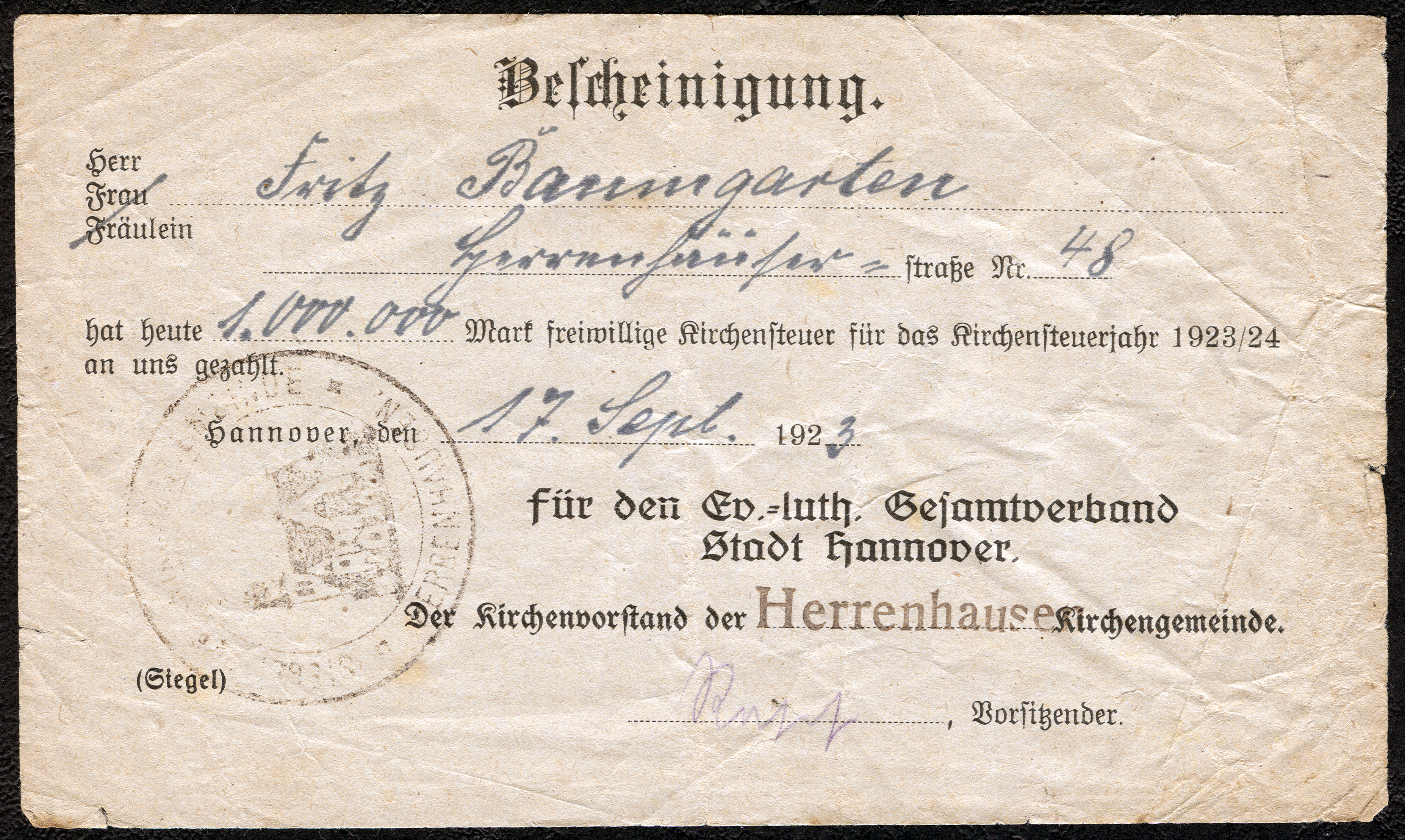
رسید به تاریخ ۱۷ سپتامبر ۱۹۲۳

حدود ۷۰ درصد از درآمد کلیسا از مالیات کلیسایی (Kirchensteuer) حاصل می‌شود که در هنگام اشاره به نهادهای مذهبی غیر مسیحی مانند کنیسه‌های یهودی، مالیات عبادت (Kultussteuer) نیز نامیده می‌شود. این مبلغ حدود ۹٫۲ میلیارد یورو (در سال ۲۰۱۰) است.
ماده ۱۳۷ قانون اساسی وایمار ۱۹۱۹ و ماده ۱۴۰ قانون اساسی آلمان در سال ۱۹۴۹ مبانی قانونی این عمل را تشکیل می‌دهند.
در آلمان، بر اساس مقررات مالیاتی تصویب شده توسط جوامع مذهبی و در حدود تعیین شده توسط قوانین ایالتی، جوامع می‌توانند
- از مقامات مالیاتی ایالت بخواهد که هزینه‌ها را بر اساس ارزیابی مالیات بر درآمد از اعضا دریافت کنند (سپس، مقامات هزینه وصول را کسر می‌کنند)، یا
- تصمیم بگیرند که مالیات کلیسا را خودشان دریافت کنند.

## ایالات متحده
در ایالات متحده، کلیساها به‌طور کلی از پرداخت مالیات معاف هستند. دیوان عالی ایالات متحده اعلام کرده‌است که معافیت مالیاتی برای کلیساها طبق قانون اساسی است و کلیساها و سازمان‌های مذهبی ممکن است مشمول مالیات کلی بر فروش و استفاده شوند. با این حال، دیوان به این موضوع پرداخته‌است که آیا دولت ممکن است «مالیات کلیسایی» خاصی را وضع کند یا خیر. بند تشکیل قانون اساسی ایالات متحده، دولت فدرال ایالات متحده و (از طریق دکترین ادغام) ۵۰ دولت ایالتی را از تشکیل یک دین دولتی یا ترجیح یک دین بر دین دیگر منع می‌کند.
قبل از استقلال آمریکا، بیشتر مستعمرات اولیه از فعالیت‌های مذهبی با مالیات حمایت می‌کردند و هر مستعمره اغلب یک کلیسا را به عنوان مذهب رسمی خود انتخاب می‌کرد. این کلیساهای رسمی از امتیازاتی برخوردار بودند که به دیگر گروه‌های مذهبی اعطا نمی‌شد. ماساچوست و کانکتیکات از طریق مالیات از کلیسای جماعتی حمایت کردند. در مستعمرهکارولینای جنوبی، کلیسای انگلیکن از مالیات کلیسایی سود می‌برد. سایر مستعمرات به‌طور کلی از دین با الزامی کردن مالیات‌هایی که تا حدی مؤسسات مذهبی را تأمین می‌کرد حمایت می‌کردند - مالیات دهندگان می‌توانند پرداخت‌ها را به فرقه پروتستانی مورد نظر خود هدایت کنند. تنها مستعمرات دلاور، نیوجرسی، پنسیلوانیا و رود آیلند برای حمایت از دین الزامی به پرداخت مالیات نداشتند. در طول انقلاب آمریکا و پس از آن، اقلیت‌های مذهبی، مانند متدیست‌ها و بپتیست‌ها، استدلال کردند که مالیات‌ها برای حمایت از دین، آزادی‌های به دست آمده از بریتانیا را نقض می‌کند. مدافعان این عمل استدلال کردند که دولت نیاز به تأمین مالی نهادهای مذهبی دارد، زیرا فضیلت عمومی به این نهادها بستگی دارد که نمی‌توانند صرفاً با حمایت خصوصی دوام بیاورند.